# Karschia mastigofera
Karschia mastigofera är en spindeldjursart som beskrevs av J. Birula 1890. Karschia mastigofera ingår i släktet Karschia och familjen Karschiidae. Inga underarter finns listade i Catalogue of Life.